# 德威
德威（/diːˈwaɪ/）是悉尼北部的一个区，位于澳大利亚新南威尔士州的悉尼商业中心区沿东北方向18公里处，它是北部海滩议会地方政府的行政中心，并与布鲁克维尔（Brookvale）一起被视为北部海滩地区的主要中心。

## 地理

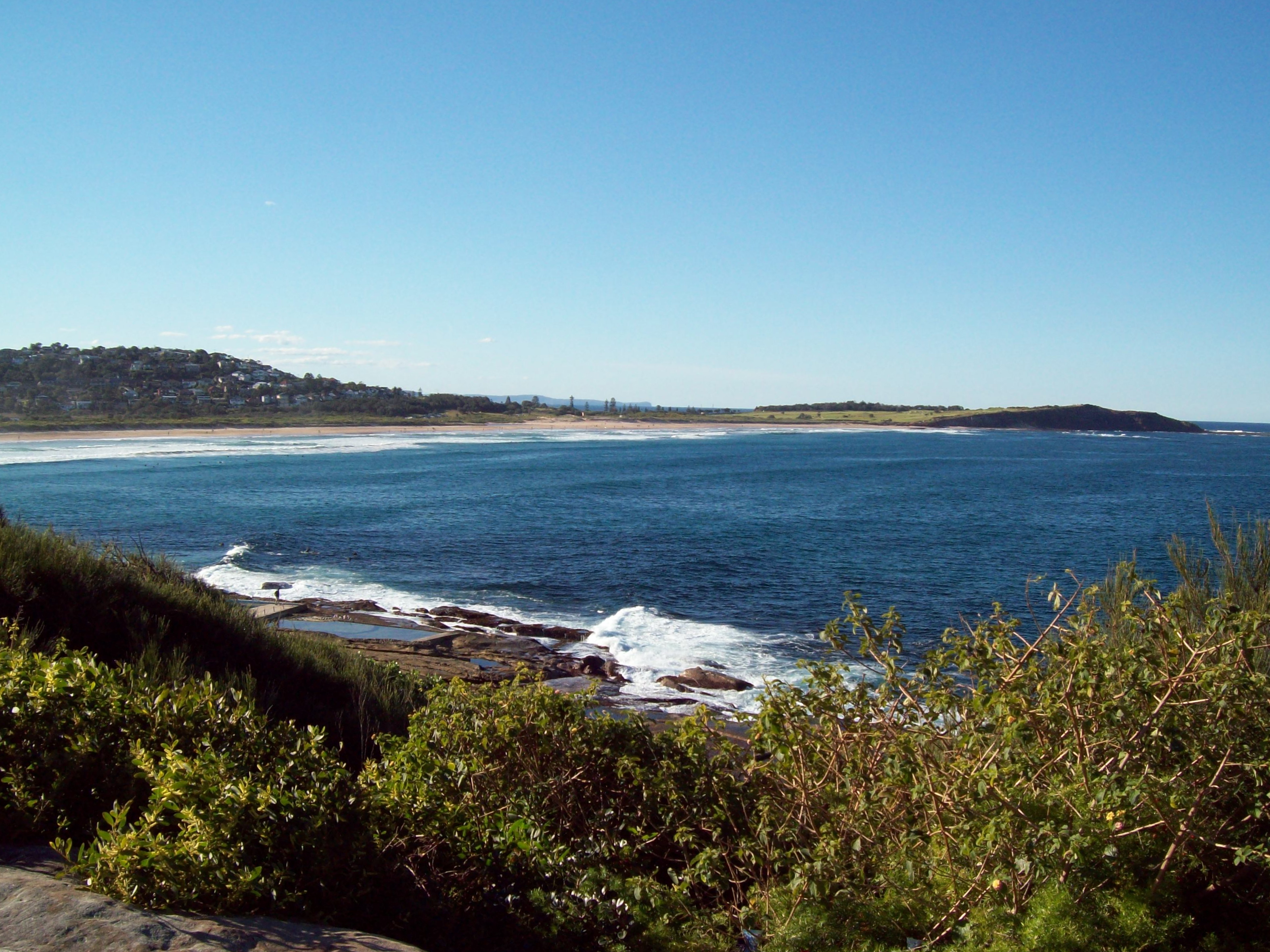
Dee Why Beach and Long Reef from the Bicentennial Coastal Walkway

德威地处德威泻湖流域盆地，西起维克多路（Victor Road）向东延伸至德威海滩，从温格拉山（Wingala Hill）的山顶延伸至德威泻湖的北部边缘。那横跨皇后崖（Queenscliff）和棕櫚海灘（Palm Beach）之间的名为二百周年纪念沿海步道（Bicentennial Coastal Walkway），南起北卷发海滩（North Curl Curl Beach），沿德威半岛的绝壁一直下到德威海滩的最南端。这条步道向人们展现出曾经遍布华令加地区(Warringah area)的沿海石楠灌丛生态系统，而这一生态系统已自1991年起开始了全面的重建。
德威的另一个重要自然区域就是石溪地域植物园（Stony Range Regional Botanic Garden）。这个植物园在1957年修建于一个旧采石场的基址上，并正好位于德威市中心的南部。植物园里有包括来自澳大利亚各地的植物以及该地区的本土植物。植物园有四个主要区域：雨林沟谷、采石场旧址上的砂岩石楠、2001年为纪念澳大利亚联邦而建造的联邦瀑布（Federation Cascades）和拥有已存活上百万年的植物种群活体实例的原始植物区域。除圣诞节以外，植物园每天从早上8点开放至下午5点，游客均可免费入园。

### 德威海滩

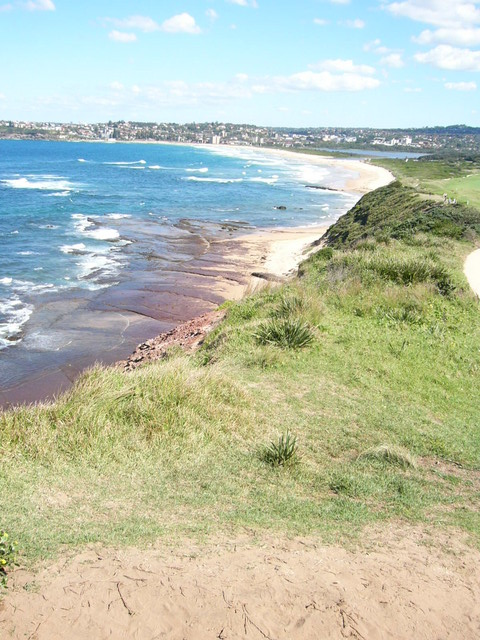
Dee Why Beach and Dee Why Lagoon, view from Long Reef

德威海滩沿东部边境延伸大约1.2  公里, 远眺 塔斯曼海 （Tasman Sea）.其北部是分隔德威海滩与德威泻湖的沙丘，南端是特德.杰克逊自然保护区（Ted Jackson Reserve）（原名德威海滩自然保护区，2010年10月更名）。这里有野餐区域和上百年的诺福克岛松树（Norfolk Island Pines）。这些松树与 曼利 （Manly）的松树相似。自然保护区由总长约400米的海堤环绕在内，并于2006年进行改造，修建了新的道路、台阶、观景平台和较高的散步长廊，并修复了战争纪念碑。自然保护区附近有两个游乐场，分别位于海滩的最南端和德威 冲浪救生俱乐部 （Dee Why Surf Life Saving Club）西边，靠近泻湖。一些海边泳池位于南边的悬崖之下。停车设施位于南边的街道上，还有一个停车场紧邻救生俱乐部。

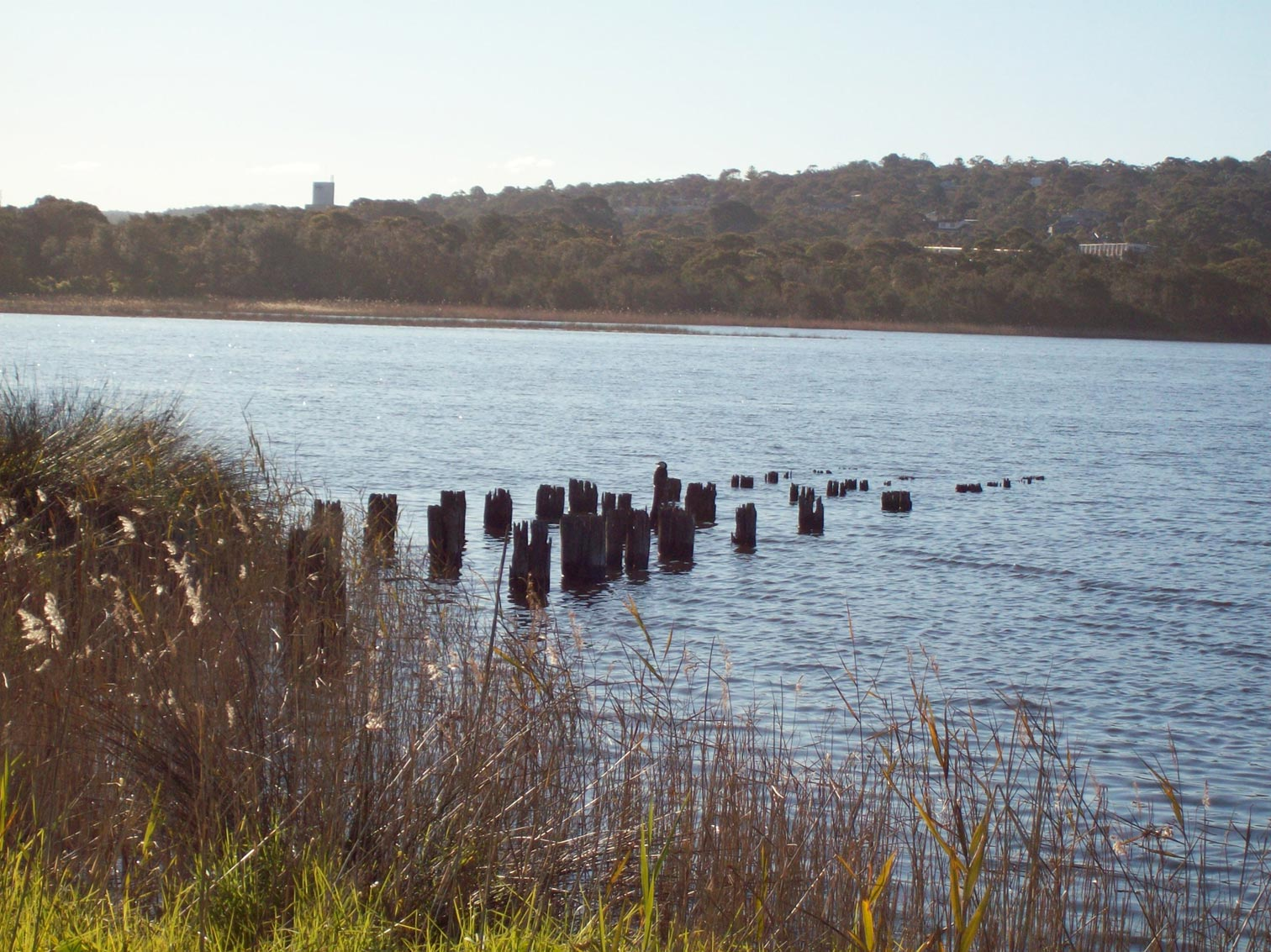
Tank traps dating from World War II in Dee Why Lagoon

### 德威潟湖
从德威海滩现存沙丘的后方一直到斯特兰德大街（The Strand）的北部的这片区域就是德威潟湖。它的入口即是德威海滩最北端以及长礁海滩（Long Reef Beach）南部延长线的标志。1973年，潟湖及其周边地区的巨大保护价值得到承认，并被设为野生动物保护区。这里对于当地的鸟类及候鸟来说是一个极其重要的区域，而且它还包含在了与日本及中国之中。德威潟湖野生动物保护区覆盖面积达77公顷，其中泻湖占地30公顷。剩下的区域主要是以湿地为主的原始林区以及潟湖与海洋之间的海岸沙丘生态系统。潟湖是北部海滩的一个主要特色景点，位于皮特沃特路（Pittwater Road）旁边，可从德威游行街（Dee Why Parade）和斯特兰德大街进入。